# روجر كرايغ
روجر كرايغ (بالإنجليزية: Roger Craig)‏ (و. 1960  م) هو لاعب كرة قدم أمريكية، من الولايات المتحدة، ولد في دافنبورت، يلعب كراكض للخلف ‏.

## التعليم
تعلم في Central High School (Davenport, Iowa) ‏.

## وصلات خارجية
- روجر كرايغ على موقع مرجع كرة القدم المحترفة.كوم (الإنجليزية)
- روجر كرايغ على موقع كلية كرة القدم في سبورتس رفرنس.كوم (الإنجليزية)
- روجر كرايغ على موقع قاعة آيوا للمشاهير الرياضية (الإنجليزية)

- روجر كرايغ على موقع IMDb (الإنجليزية)
- روجر كرايغ على موقع إن إن دي بي (الإنجليزية)